# Múi giờ miền Trung (Bắc Mỹ)

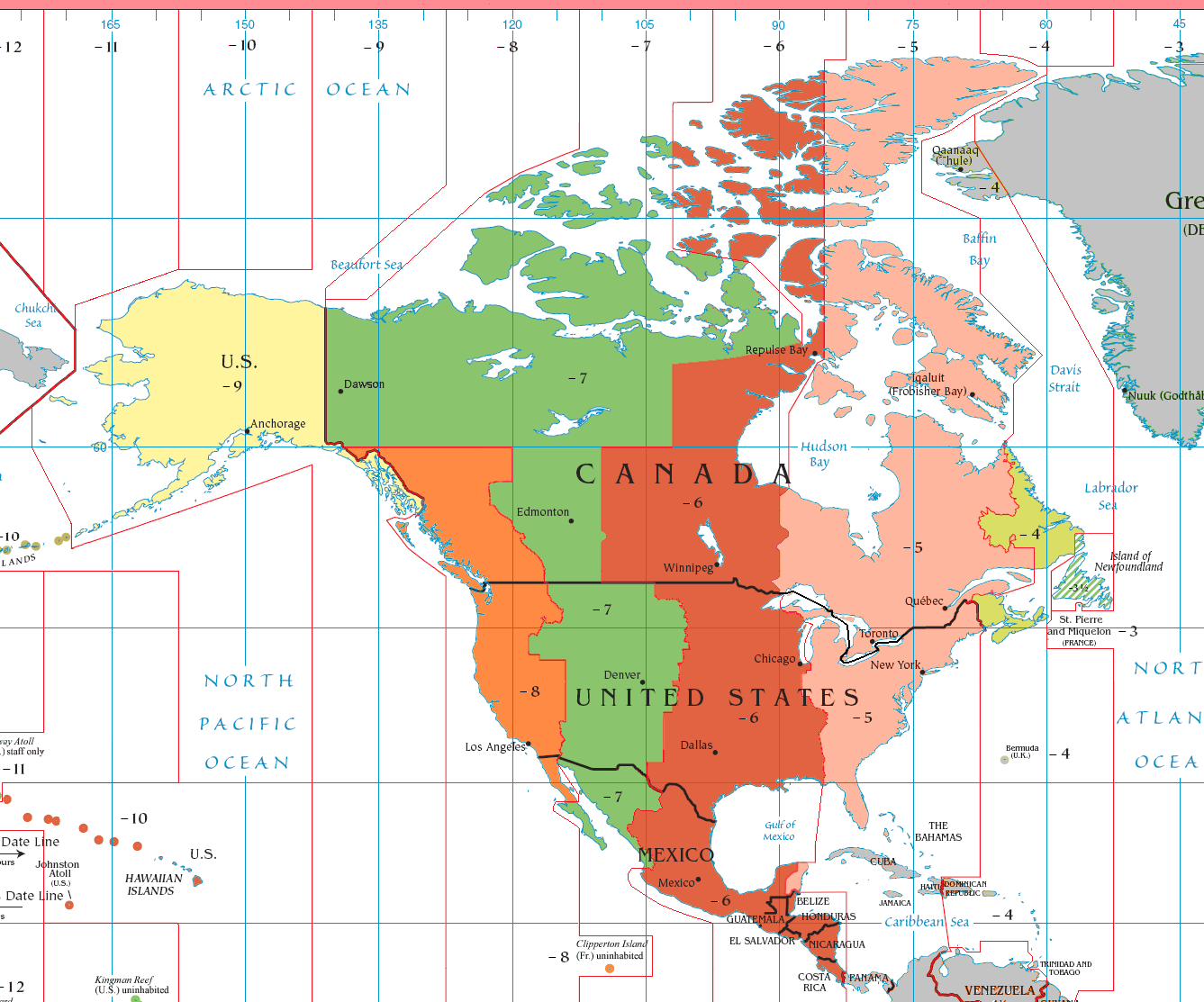
Giờ chuẩn miền Trung được tô màu đỏ nhạt và tương ứng UTC−5

Múi giờ miền Trung là giờ tính bằng cách lấy Giờ phối hợp quốc tế (UTC) trừ đi 6 tiếng. Múi giờ này dựa theo Thời gian Mặt trời trung bình của kinh tuyến 90 độ phía tây Đài quan sát Greenwich. Trong khoảng thời gian dùng giờ tiết kiệm ánh sáng ngày, múi giờ này được chỉnh thành UTC-5 nghĩa là trừ 5 tiếng từ Giờ phối hợp quốc tế.
Tại Hoa Kỳ và Canada, múi giờ này thường được gọi là Giờ miền Trung (CT). Chi tiết hơn, nó là Giờ chuẩn miền Trung (CST) khi áp dụng giờ chuẩn trong mùa thu và mùa đông, và Giờ ánh sáng ngày miền Trung (CDT) khi áp dụng giờ tiết kiệm ánh sáng ngày trong mùa xuân, hè, và đầu mùa thu.
Múi giờ này đi trước Múi giờ miền núi 1 tiếng và đi sau Múi giờ miền Đông 1 tiếng.
Tại Canada, múi giờ này bao gồm tất cả Manitoba, gần như cả Saskatchewan, một phần nhỏ của Tây Bắc Ontario, và một phần Nunavut (phần lớn Vùng Kivalliq và một phần của Vùng Qikiqtaaluk).
Tại Hoa Kỳ, múi giờ này bao gồm toàn bộ tiểu bang Alabama, Arkansas, Illinois, Iowa, Louisiana, Minnesota, Missouri, Mississippi, Oklahoma, và Wisconsin; và một phần của các tiểu bang Florida, Indiana, Kansas, Kentucky, Michigan, Nebraska, Bắc Dakota, Nam Dakota, Tennessee, và Texas.
Chi tiết chính xác về vị trí của múi giờ và đường phân chia giữa các múi giờ được công bố trong Mã Quy định Liên bang (Code of Federal Regulations) ở 49 CFR 71.
Phần lớn México thuộc Múi giờ miền Trung, trừ sáu tiểu bang cận tây bắc nhất là: Baja California Sur, Chihuahua, Nayarit, Sinaloa, và Sonora theo giờ UTC-7 trong khi Baja California theo giờ UTC-8.
UTC−6 cũng được dùng tại các quốc gia Trung Mỹ là Belize, Guatemala, Honduras, El Salvador, Nicaragua và Costa Rica. 
Tại Nam Mỹ, múi giờ này bao gồm tỉnh Galápagos của Ecuador. Trong châu Đại Dương, Đảo Phục sinh của Chile cũng thuộc múi giờ này.

### Giờ ánh sáng ngày miền Trung
Giờ tiết kiệm ánh sáng ngày có hiệu lực trong phần lớn các vùng trong múi giờ này từ giữa tháng 3 cho đến đầu tháng 11. Giờ được điều chỉnh lại, gọi là Giờ ánh sáng ngày miền Trung (CDT), là UTC-5. Saskatchewan, Sonora, Trung Mỹ và Galápagos không áp dụng sự điều chỉnh nên quanh năm vẫn dùng Giờ chuẩn. Một lý do mà tỉnh bang Saskatchewan không đổi giờ là vì vị trí địa lý của nó. Phần lớn tỉnh đáng lẽ nằm trong Múi giờ miền núi. Để tránh chuyện này, chúng di chuyển sang Giờ tiết kiệm ánh sáng ngày "thường xuyên" bằng cách trở thành một phần của Múi giờ miền Trung. Ngoại lệ duy nhất là vùng ngay xung quanh phía Saskatchewan của thành phố thuộc hai tỉnh là thành phố Lloydminster đã chọn dùng Giờ miền núi với Giờ tiết kiệm ánh sáng ngày (DST), điều chỉnh đồng hồ theo tỉnh bang Alberta.
Tại một số nơi, bắt đầu trong năm 2007, giờ địa phương được đổi từ Giờ chuẩn miền Trung (CST) sang Giờ ánh sáng ngày miền Trung (CDT) vào lúc 02:00 sáng (ngay lúc đó đổi thành 03:00 sáng) ngày chủ nhật lần thứ hai của tháng 3 và quay trở về giờ chuẩn lúc 02:00 sáng (lúc đó đổi thành 01:00 sáng) ngày chủ nhật đầu tiên của tháng 11. México quyết định không tham gia vào sự thay đổi của Hoa Kỳ và vẫn áp dụng Giờ tiết kiệm ánh sáng ngày như củ từ chủ nhật đầu tiên của tháng 4 đến chủ nhật cuối cùng của tháng 10.

## Danh sách theo mẫu tự các thành phố và vùng đô thị
- Acapulco, Guerrero
- Appleton, Wisconsin
- Austin, Texas
- Aguascalientes, Aguascalientes
- Baton Rouge, Louisiana
- Thành phố Belize, Belize
- Bismarck, Bắc Dakota
- Birmingham, Alabama
- Bowling Green, Kentucky
- Carbondale, Illinois
- Cedar Rapids, Iowa
- Chicago, Illinois
- Columbia, Missouri
- Corpus Christi, Texas
- Cuernavaca, Morelos
- Dallas-Ft. Worth, Texas
- Des Moines, Iowa
- Duluth, Minnesota
- Evansville, Indiana
- Fargo, Bắc Dakota
- Gary, Indiana
- Grand Forks, Bắc Dakota
- Guadalajara, Jalisco
- Guatemala City
- Green Bay, Wisconsin
- Houma-Bayou-Cane-Thibodaux, Louisiana
- Houston, Texas
- Huntsville, Alabama
- Jackson, Mississippi
- Kansas City, Missouri-Kansas
- Kenosha, Wisconsin
- La Crosse, Wisconsin
- León, Guanajuato
- Lincoln, Nebraska
- Little Rock, Arkansas
- Madison, Wisconsin
- Managua
- Memphis, Tennessee
- Mérida, Yucatán
- Mexico City
- Milwaukee, Wisconsin
- Minneapolis-St. Paul, Minnesota
- Mobile, Alabama
- Monterrey, Nuevo León
- Montgomery, Alabama
- Nashville, Tennessee
- New Orleans, Louisiana
- Norman, Oklahoma
- Oklahoma City, Oklahoma
- Omaha, Nebraska
- Panama City, Florida
- Pensacola, Florida
- Puebla, Puebla
- Quad Cities, Iowa và Illinois
- Regina, Saskatchewan
- Rockford, Illinois
- St. Louis, Missouri
- San Antonio, Texas
- San José, Costa Rica
- San Luis Potosí, San Luis Potosí
- San Salvador, El Salvador
- Santiago de Querétaro, Querétaro
- Saskatoon, Saskatchewan
- Shreveport, Louisiana
- Sioux Falls, Nam Dakota
- Tampico, Tamaulipas
- Tegucigalpa, Honduras
- Toluca, México
- Torreón, Coahuila
- Tulsa, Oklahoma
- Wichita, Kansas
- Winnipeg, Manitoba